# Tres Grandes Vistas Nocturnas de Japón
La Tres Grandes Vistas Nocturnas de Japón (日本三大夜景 Nihon Sandai Yakei) es la lista canónica de tres vistas nocturnas escénicas más celebrado de Japón. Las vistas son de Hakodate visto desde el Monte Hakodate de Hokkaido; Kobe y Bahía de Osaka visto desde la Montañas Maya de Prefectura de Hyōgo; y Nagasaki visto desde el Monte Inasa de Prefectura de Nagasaki. Los tres son llamados vista nocturna de la diez millones de dólares, mientras que el Monte Hakodate dio la experiencia 3/3 estrellas en una revisión de la Michelin Green Guide: Japón, colocándolo como igual a vistas a la montaña de Nápoles y Hong Kong.

## Galería

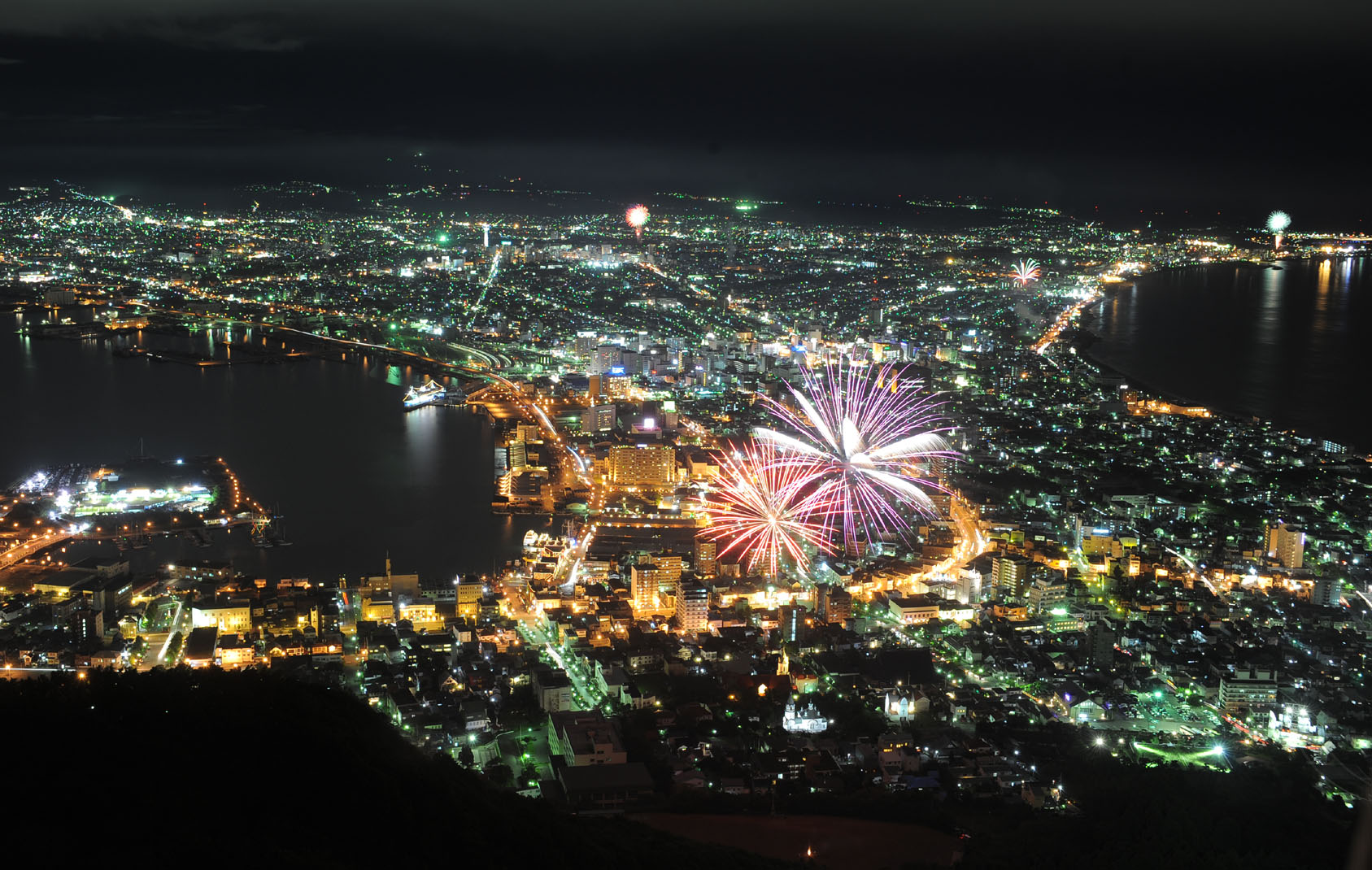
Vista nocturna del monte Hakodate
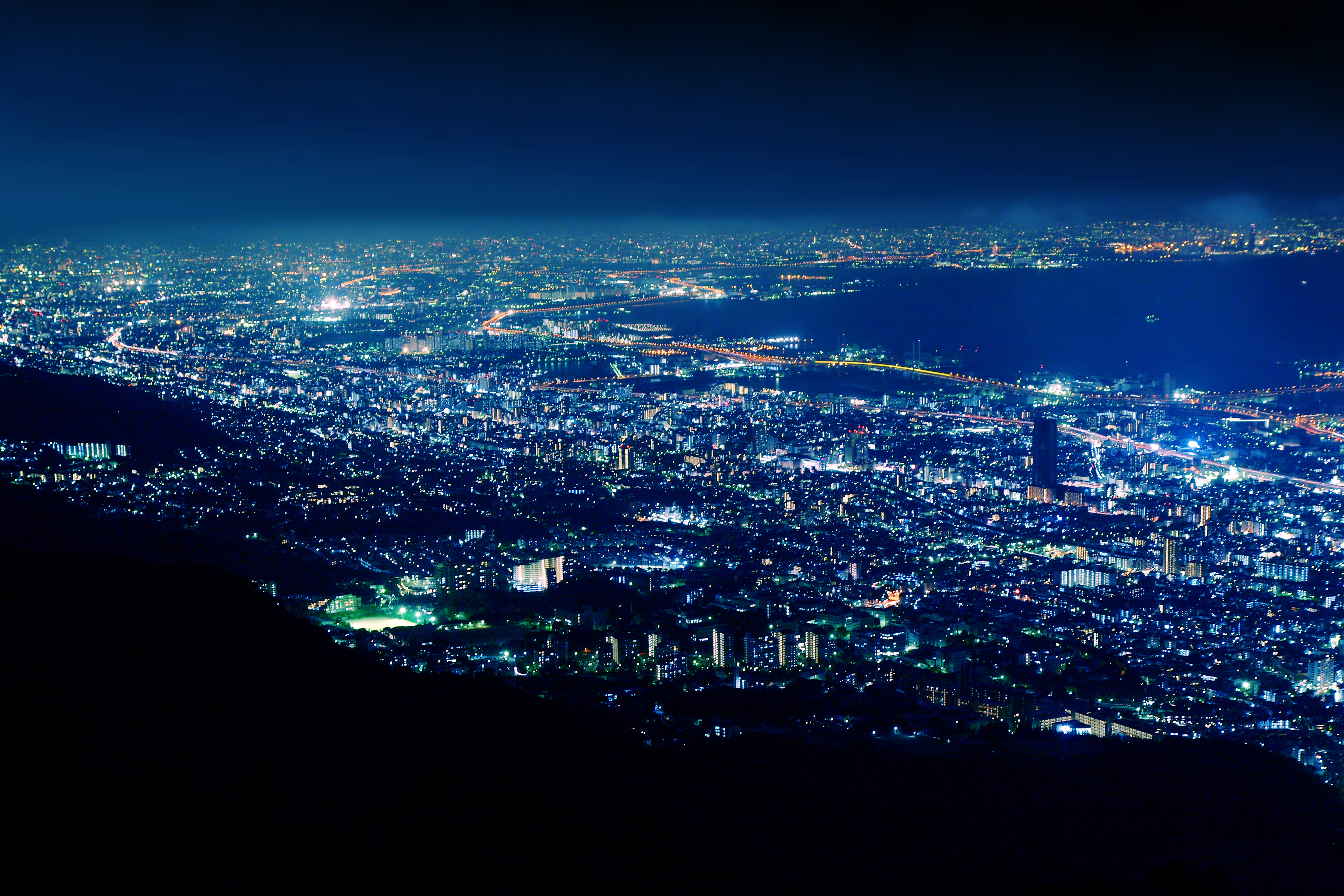
Vista nocturna de la Diez Millones de Dólares, Kobe
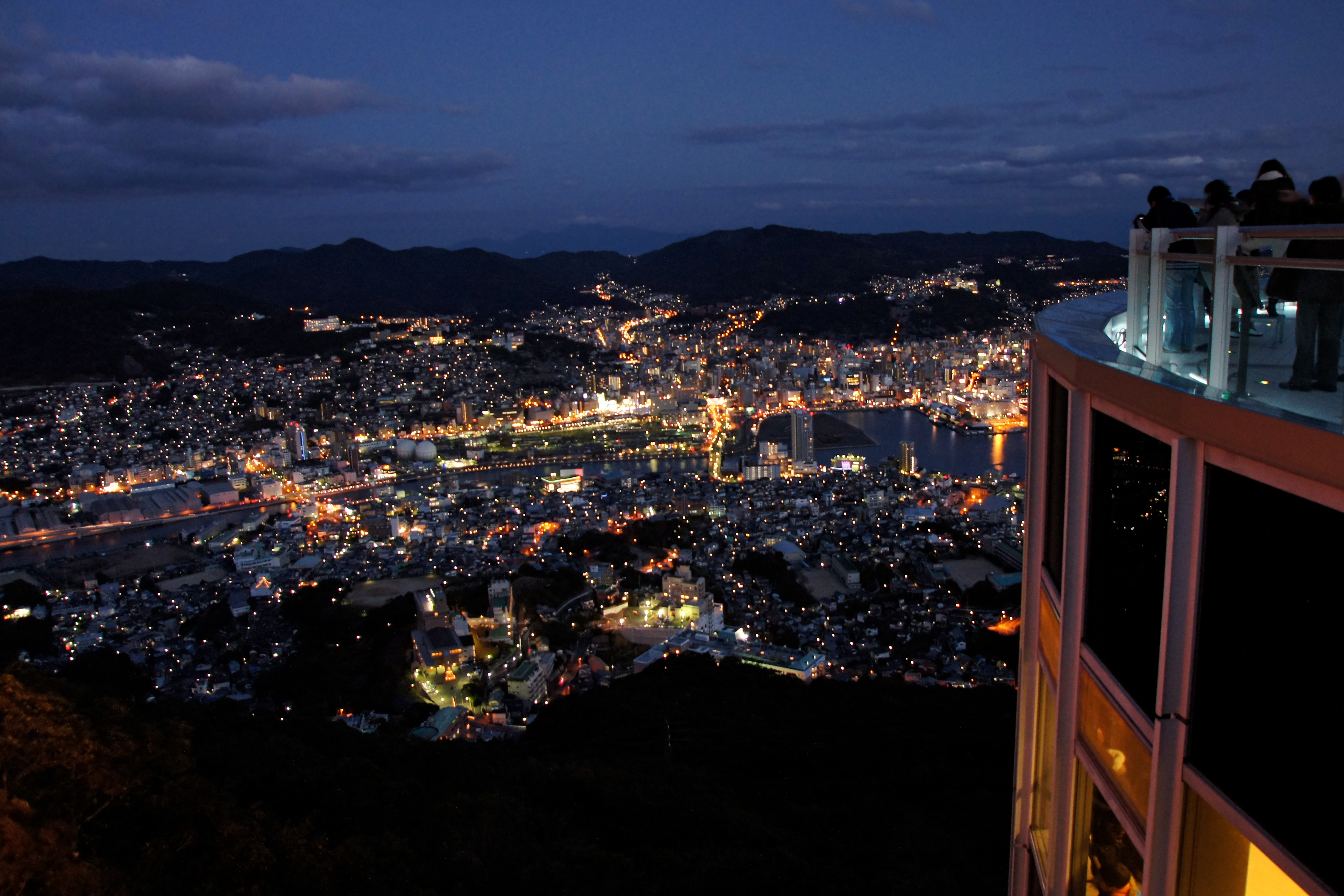
Vista nocturna de la ciudad de Nagasaki